# Моісеєв Ігор Олександрович
Ігор Олександрович Моісеєв (нар. 16 травня 1964, Жданов, Донецька область, УРСР) — радянський та український футболіст, воротар.

## Життєпис
Вихованець ДЮСШ міста Жданов, перший тренер — В. Погорєлов. Кар'єру розпочинав у «Новаторі», за який за 4 сезони провів 102 матчі і пропустив 113 м'ячів. У 1987 році перебував до складу донецького «Шахтаря», проте за клуб так і не зіграв жодного офіційного матчу. Далі виступав за «Металург» із Запоріжжя. Після розпаду СРСР перебрався в інший запорізький клуб — «Торпедо». Навесні 1993 року перебував на перегляді в московському «Асмаралі», однак про перехід домовитися не вдалося й голкіпер з'явиться в команді тільки влітку того д року, відзначившись перед цим у дніпропетровському «Дніпрі». Дебютував за клуб 17 червня того ж року в виїзному матчі 15-го туру проти московського ЦСКА, вийшовши в стартовому складі й пропустивши м'яч від Валерія Мінька на 75-й хвилині зустрічі. Завершив професіональну кар'єру в 1995 році в «Асмаралі», зігравши 63 матчі, пропустивши в них 83 м'ячі. Наприкінці 1990-х і на початку 2000-х років виступав за команду Запорізького виробничого алюмінієвого комбінату.

## Досягнення
«Дніпро» (Дніпропетровськ)
- Вища ліга чемпіонату України
  -  Срібний призер (1): 1992/93